# Provinciale weg 854
De provinciale weg 854 (N854) is een provinciale weg in de Nederlandse provincie Drenthe. De weg loopt van de N381 ten noorden van Zweeloo naar de N34 bij Dalen. Ten zuiden van Oosterhesselen sluit de weg aan op de A37 richting Hoogeveen en het Duitse Meppen.
De weg is uitgevoerd als tweestrooks-gebiedsontsluitingsweg met een maximumsnelheid van 80 km/h. Van noord naar zuid draagt de weg de volgende namen: Brinklanden, Aelderstraat, De Kockstraat, Wethouder K. Schepersweg, Pandijk, Oosterhesselerweg en Burgemeester Fonteinstraat.
N34 · N46 · N351 · N353 · N354 · N355 · N356 · N357 · N358 · N359 · N360 · N361 · N362 · N363 · N364 · N365 · N366 · N367 · N368 · N369 · N370 · N371 · N372 · N373 · N374 · N375 · N376 · N377 · N378 · N379 · N380 · N381 · N382 · N383 · N384 · N385 · N386 · N387 · N388 · N390 · N391 · N392 · N393 · N398

N851 · N852 · N853 · N854 · N855 · N856 · N857 · N858 · N860 · N861 · N862 · N863 · N865 · N910 · N913 · N917 · N918 · N919 · N924 · N927 · N928 · N962 · N963 · N964 · N966 · N967 · N969 · N972 · N973 · N974 · N975 · N976 · N977 · N978 · N979 · N980 · N981 · N982 · N983 · N984 · N985 · N986 · N987 · N988 · N989 · N990 · N991 · N992 · N993 · N994 · N995 · N996 · N997 · N998 · N999

Cursief vermelde wegen zijn voormalige provinciale wegen.